# Athyrium emeicola
Athyrium emeicola är en majbräkenväxtart som beskrevs av Ren-Chang Ching. Athyrium emeicola ingår i släktet Athyrium och familjen Athyriaceae. Inga underarter finns listade.